# أشرف سيف
أشرف سيف (ولد 10 مايو 1962م) ممثل مصري. وهو ابن الفنان وحيد سيف، والفنانة السورية ألفت سكر.

## سيرته
ولد أشرف سيف في الإسكندرية، في 10 مايو 1962م، واسمه أشرف مصطفى أحمد سيف الدين.
حصل على بكالوريوس من «المعهد العالي للفنون المسرحية»، قدَّم للتلفزيون مسلسلات أهلاً بالسكان، ورفقاً أيها الأبناء، والباقي من الزمن ساعة، وكلام رجالة، وخشوع، وشارع المواردي، وينابيع العشق، والخيزران، وسهرة رحلة الأوهام.
وقدَّم للمسرح مسرحية قسمتي ونصيبي، واجري وخد لك قالب، والنهاردة آخر جنان، وخيل الحكومة، وممنوع الانتظار. وللسينما أفلام اللص، والمشاغبون في نويبع، ومطاردة في الممنوع، ونسيت أنى امرأة، والسيد كاف.
تزوَّج أشرف بالفنانة المعتزلة لمياء الجداوي.

## روابط خارجية
- أشرف سيف على موقع IMDb (الإنجليزية)
- أشرف سيف على موقع قاعدة بيانات الأفلام العربية